# 情報マルシェ 3時のおやつ
『情報マルシェ 3時のおやつ』（じょうほうマルシェ さんじのおやつ）は、RSK山陽放送（RSKテレビ）で2019年9月30日から2020年3月13日まで放送されたローカルワイド番組。

## 概要
2019年4月1日から9月27日まで17時台に放送された『ごじまる』の後継番組として放送開始。放送時間をかつてドラマなどの再放送を中心に編成していた15時台に変更し、『イブニングDonDonさぬき』から続いている水曜の四国支社（香川県高松市）での放送も継続した。2020年3月30日より『ゴゴスマ -GO GO!Smile!-』（CBCテレビ制作）をネット開始に伴い、前番組と同じく半年で放送終了。後継番組は『情報ワイド あれスタ』となり、放送時間は17時台に再移動した。

## 放送時間
- 平日 15:00 - 15:49

## 出演者
- 宮武将吾（RSKアナウンサー/月・火・木・金）
- 杉澤眞優（RSKアナウンサー/月・火）
- 武田彩佳（RSKアナウンサー/木・金）
- 石田好伸（RSKアナウンサー/水）
- 竹内大樹（RSKアナウンサー/水）
- 矢野七絵（当時RSKアナウンサー/水）
- 伊藤正弘（RSKアナウンサー/月）
- 四宮貴久（金）
- 千神彩花（RSKアナウンサー）
- 難波紗也
- 古米沙世

## 主なコーナー
- 賞品ゲット!?おやつクイズ
  - 視聴者参加型クイズ。毎回抽選で当たった視聴者に電話をし、クイズに正解したら商品をプレゼントする[1]。
- 魅力発見!おかやまなんでも調査隊
  - 『情報ワイド あれスタ』でも続投。
- レシピはおまかせ、ごちそうキッチン
  - 料理コーナー
- 宮武さん、取材してちょーだい!
  - 視聴者から依頼を募り、宮武が取材するコーナー[1]。
- コレみて!視聴者投稿ムービー
- トメちゃん&桃太郎の岡山Cityかわら版!
  - 岡山市の広報番組